# 刘广祥
刘广祥（1933年5月—），男，辽宁本溪人，中华人民共和国政治人物，曾任中共河南省委常委、组织部部长，河南省人大常委会副主任。